# Seven Oceans
Le Seven Oceans est un navire de services qui peut être utilisé comme navire poseur de canalisations et navire-grue. Le navire appartient à l'entreprise de services offshore Subsea 7. Il navigue sous le pavillon de l'île de Man et son port d'attache est Douglas.

## Histoire
Le navire a été construit en 2016 au chantier naval néerlandais Royal IHC pour l'un des principaux acteurs du marché des services offshore Subsea 7. Il a été équipé d'une puissante grue développée par Huisman.
Seven Oceans est capable de réaliser des travaux de construction et de poser des tuyaux rigides ou flexibles à des profondeurs allant jusqu'à 3.000 mètres. Sa grue a une capacité de 350 tonnes, et la tour à tubes, situé à la poupe, a une capacité de 450 tonnes. Le pont de travail du navire d'une superficie de 650 m² de cargaison avec une charge maximale de 10 t/m². Un carroussel de tuyaux flexibles est placé sur une bobine montée en son centre d'une capacité de 3.800 tonnes.
Le navire dispose de deux sous-marins télécommandés (ROV), capables d'effectuer des tâches à des profondeurs allant jusqu'à 3.000 mètres.
Seven Oceans navigue à une vitesse de fonctionnement de 13 nœuds, et sa centrale se compose de six moteurs Vartsila d'une capacité de 3.36 MW. La précision de l'installation est assurée par le système de positionnement dynamique. Il dispose à bord de cabines pour 120 personnes au maximum. La livraison du personnel et de la cargaison peut être effectuée à l'aide de l'hélipad, qui est conçu pour recevoir des hélicoptères de type  Sikorsky S-92 ou Super Puma.

## Mission
La première tâche du navire, achevée en novembre 2007, était de travailler dans le golfe du Mexique au champ "Blind Faith", situé dans une zone avec une profondeur de mer de plus de 2.000 m. Ici, il a posé deux conduites de raccordement (y compris des colonnes montantes - des lignes d'un équipement sous-marin à une installation flottante) de 7 km de long et 178 mm de diamètre.
À la suite de cela, Seven Oceans est arrivé sur la côte du Brésil, où il a participé à la dernière étape de construction du système d'oléoducs offshore "PDEG-B": dans une zone d'une profondeur de mer d'environ 1.250 mètres, un pipeline de 22 km de long et 305 mm de diamètre depuis la plate-forme de production semi-immergée "P-51 Marlin-Sul" à la plateforme de pompage autonome "PRA-1".
Puis, au premier semestre 2008, le navire a posé 132 km de conduites de raccordement dans les bassins de Campos, Santos et Espirito-Santo, dont une section de 6 km de long et 305 mm de diamètre pour la production du champ de condensats de gaz de "Kamarupim" .
Du Brésil, le navire s'est dirigé de l'autre côté de l'océan Atlantique jusqu'à la côte de l' Angola, pour travailler sur un projet Chevron dans les champs pétrolifères et gaziers de Tômbua et de Landane. 
Puis il a effectué une mission en mer du Nord sur le champ gazier norvégien "Vega", qui a été mis en service en 2009 (avec les Seven Navica, Seven Seas et Seven Sisters).
Au milieu des années 2010, Seven Oceans a construit 27 colonnes montantes de 3,9 km chacune sur les champs pétrolifères brésiliens de "Lula" et "Sapinhoa". 
À la mi-2017, le navire avait achevé les travaux sur le champ pétrolifère "Maria" en mer de Norvège, qui nécessitaient environ 100 km de pipelines vers l'usine flottante d'Åsgard B du champ "Asgard".

## Galerie

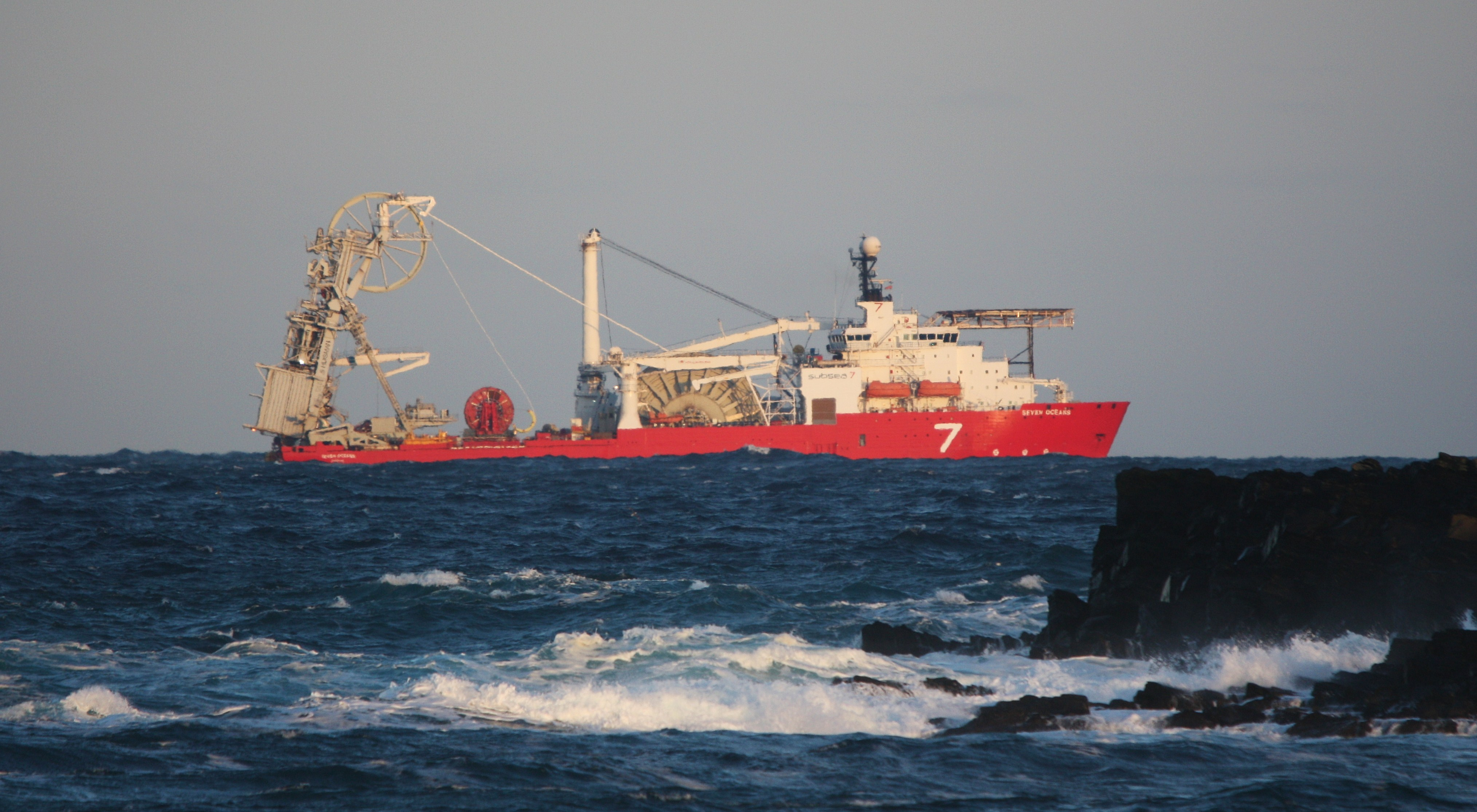
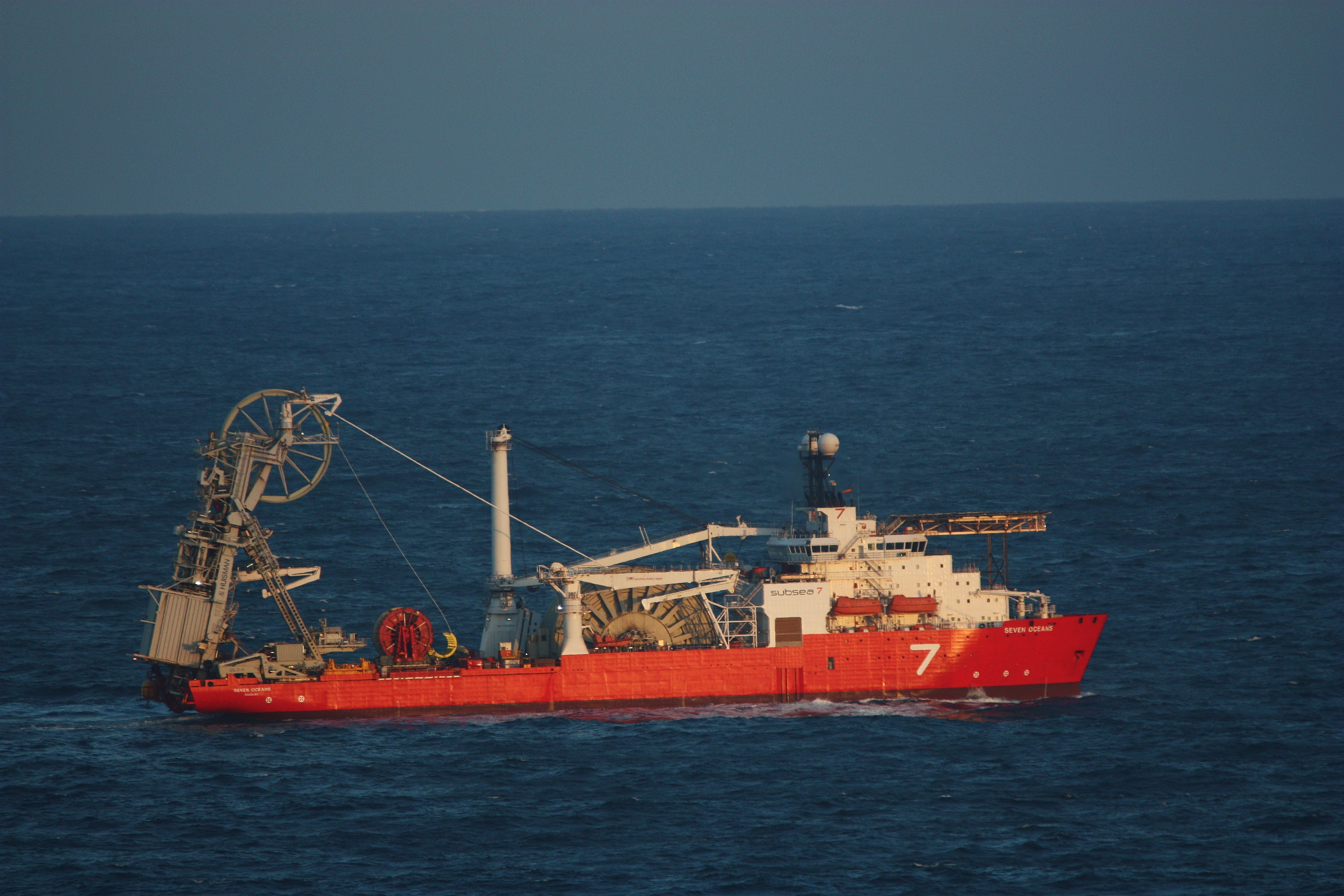

### Articles externes
- Seven Oceans - Site Subsea 7
- Site Subsea 7